# برج الظلام 3: الأراضي اليباب (رواية)
الأراضي اليباب (العنوان الفرعي للرواية هو «الخلاص») هي رواية خيالية للكاتب الأمريكي ستيفن كينغ. يأتي الكتاب ثالثًا ضمن سلسلة برج الظلام. نُشر الغلاف الأصلي ذو الإصدار المحدود متضمنًا الرسوم التوضيحية الملونة لنيد داميرون في عام 1991 بواسطة دار غرانت للنشر. أُعيد إصدار الكتاب في عام 2003 ليتزامن مع نشر كتاب برج الظلام 5: ذئاب الكالا.
يستمد الكتاب عنوانه من قصيدة «الأرض اليباب» للشاعر تي. إس. إليوت بعنوان الأرض اليباب، والتي أعيد طباعة عدة أسطر منها في الصفحات الأولى من الرواية. بالإضافة إلى ذلك، أخذ الفصلان الرئيسيان من الكتاب («جيك: الخوف في قبضة غبار» و «لود: كومة من الخيالات المشوشة») عنوانهما من أبيات القصيدة.
رُشّحت الأراضي اليباب لجائزة برام ستوكر للرواية عام 1991.

## الحبكة
تبدأ القصة بعد خمسة أسابيع من انتهاء الأبواب الثلاثة. يرتحل رولاند وسوزانا وإيدي شرقًا من شاطئ البحر الغربي إلى غابات العالم الخارجي. يكتشفون بعد مواجهة دب سايبورغيّ عملاق يحمل اسم شارديك واحدة من ستة أشعة غامضة وظيفتها الحفاظ على العالم متماسكًا. يتبع المسلحون الثلاثة طريق الشعاع برًّا إلى العالم الأوسط.
يكشف رولاند حينها للكاتيت (مجموعة من الأشخاص الذين يربطهم القدر/المصير) أن عقله أصبح مشوشًا يبتعد ببطء عن الصواب. يتذكر رولاند مقابلة جيك تشامبرز في محطة الطريق وتركه ليسقط ويلقَ حتفه في الجبال (كما هو موضح في برج الظلام 1: الرجل المسلح). ومع ذلك، يتذكر رولاند أيضًا عبوره الصحراء وحيدًا وعدم مقابلة جيك أبدًا. سرعان ما يُكتشف أنه نتيجة إنقاذ رولاند لجيك من القتل على يد جاك مورت في عام 1977 (في الأبواب الثلاثة)، يخلق رولاند مفارقة غير مقصودة؛ لم يمت جيك وبالتالي لم يظهر في العالم الأوسط ولم يسافر مع رولاند.
في نيويورك عام 1977، يعاني جيك تشامبرز من نفس التشوش العقلي، متسببًا في انتشار حالة من القلق في مدرسته الخاصة، ما أثار غضب والد جيك متعاطي الكوكايين. يضرم رولاند النار في فك والتر، ويظهر المفتاح لمعضلة جيك ورولاند، لكنه يظهر لإيدي دين فقط، ولا يظهر لرولاند. يتحتم على إيدي نحت مفتاح لفتح الباب المؤدي لنيويورك عام 1977.
يغادر جيك المدرسة على نحو مفاجئ ويجد مفتاحًا في مكان مهجور نمت فيه وردة حمراء وحيدة. يصبح جيك قادرًا على المرور إلى عالم رولاند باستخدام المفتاح الذي فتح بابًا وضعه في منزل أشباح مهجور على سفح هضبة داتش في مكان وزمان رولاند. تنتهي هذه البوابة في «دائرة حوار» في عالم رولاند. في أثناء هذا العبور، تمارس سوزانا الجنس مع الشيطان، لتصرف انتباهه بينما يتابع إيدي نحت المفتاح الذي سيسمح لجيك بالمرور الآمن إلى العالم الأوسط. تنتهي المعاناة العقلية لجيك ورولاند بالتزامن مع لمّ شمل المجموعة. أكمل رولاند حينها مهمة جلب رفقائه إلى عالمه، وهي مهمة بدأها في الأبواب الثلاثة.
بالعودة إلى اتباع مسار الشعاع مرة أخرى، يصادق الكاتيت مخلوق بيلي بامبلير خارق الذكاء (والذي يبدو وكأنه مزيج من الغرير والراكون والكلب مع القدرة على التحدث مثل الببغاء مع عنق طويل وذيل مجعد ومخالب قابلة للسحب ودرجة عالية من الذكاء الحيواني) قام جيك بتسميته أوي، والذي ينضم بدوره إليهم في مهمتهم.
في بلدة صغيرة شبه مهجورة تُدعى ريفير كروسينغ، يُمنح رولاند صليبًا فضيًا مع تكريمه بكلّ دماثةٍ من قبل مواطني المدينة القدامى المتبقيين.
يواصل الكاتيت السير على طريق الشعاع إلى مدينة لود. يسمع الكاتيت قبل وصولهم إلى لود صوت الطبول قادمةً من المدينة وهي تعزف أغنية «فيلكرو فلاي» لفرقة زي زي توب، على الرغم من عدم تذكر إيدي في البداية المكان الذي سمع فيه هذه الطبول من قبل. عُرفت لاحقًا هذه الطبول باسم «طبول الرب» والتي حارب مواطنوها في سبيلها. فتكت قرون من الحرب بالمدينة القديمة التي اتسمت بالتطور، ويقوم غاشر، أحد المقاتلين الباقين على قيد الحياة، باختطاف جيك مُستغلًا الحادث الذي تعرضت له المجموعة أثناء عبورها جسرًا متهالكًا (يشبه جسر جورج واشنطن في مدينة نيويورك). تحتّم على رولاند وأوي تتبعهما عبر متاهة من صنع بشري في المدينة ومن ثم عبر المجاري من أجل إنقاذ الصبي من غاشر وقائده الذي يُدعى رجل دقات الساعة. يتمكن جيك من إطلاق النار على رجل دقات الساعة تاركًا إياه ليلقَ حتفه. يُلمّ شمل الكاتيت في نهاية المطاف في كرادل أوف لود، وهي محطة قطار ضمت قطارًا ذو خط أحادي عُرف باسم بلاين ذا مونو استخدمه المسافرون للهروب من لود قبل تدميره النهائي بواسطة ذكائه الاصطناعي. يصل «الغريب الأزلي» (وهو العدو الذي حذّر الرجل ذو الرداء الأسود رولاند منه مشيرًا إلى ضرورة قتله) ويجنّد رجل دقات الساعة الذي أصيب بجروح بالغة كخادم له.
بمجرد صعودهم على متن بلاين، وهو قطار محوسب فائق الذكاء يصيبه الجنون بسبب انهيار نظامه، يعلن القطار عن عزمه على الخروج عن مساره ما لم يتمكنوا من إلحاق الهزيمة به في مسابقة ألغاز. تنتهي الرواية مع بلاين والكاتيت على متنه منطلقًا بسرعة كبيرة عبر الأراضي اليباب، وهي أرض ذات نشاط إشعاعي تضم حيوانات متحولة وأنقاضًا قديمة نتجت عن شيء يُزعم أنه أسوأ بكثير من الحرب النووية، متجهًا إلى توبيكا، نهاية الخط.

## وصلات خارجية
- الموقع الرسمي لبرج الظلام